# Friedrich Mehmel AG
Die Friedrich Mehmel AG war ein 1928 in Hannover gegründetes Bauunternehmen, später eine Holding unter anderem zur Verwaltung von Grundbesitz und Kapitalbeteiligungen.

## Geschichte

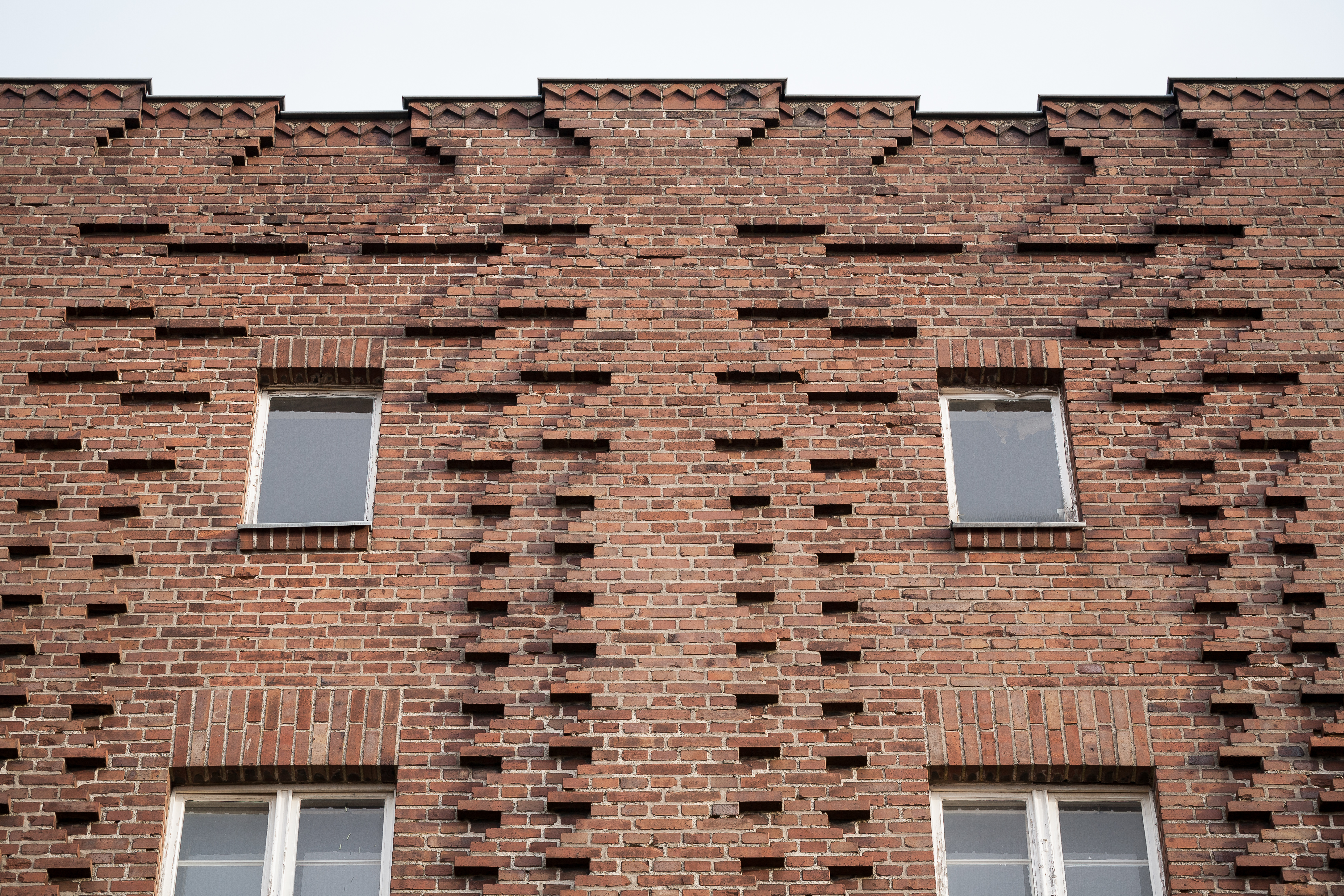
Detail des von Hans Poelzig entworfenen Verwaltungsbaus des Textilunternehmens Gebrüder Meyer, Beneckeallee 32

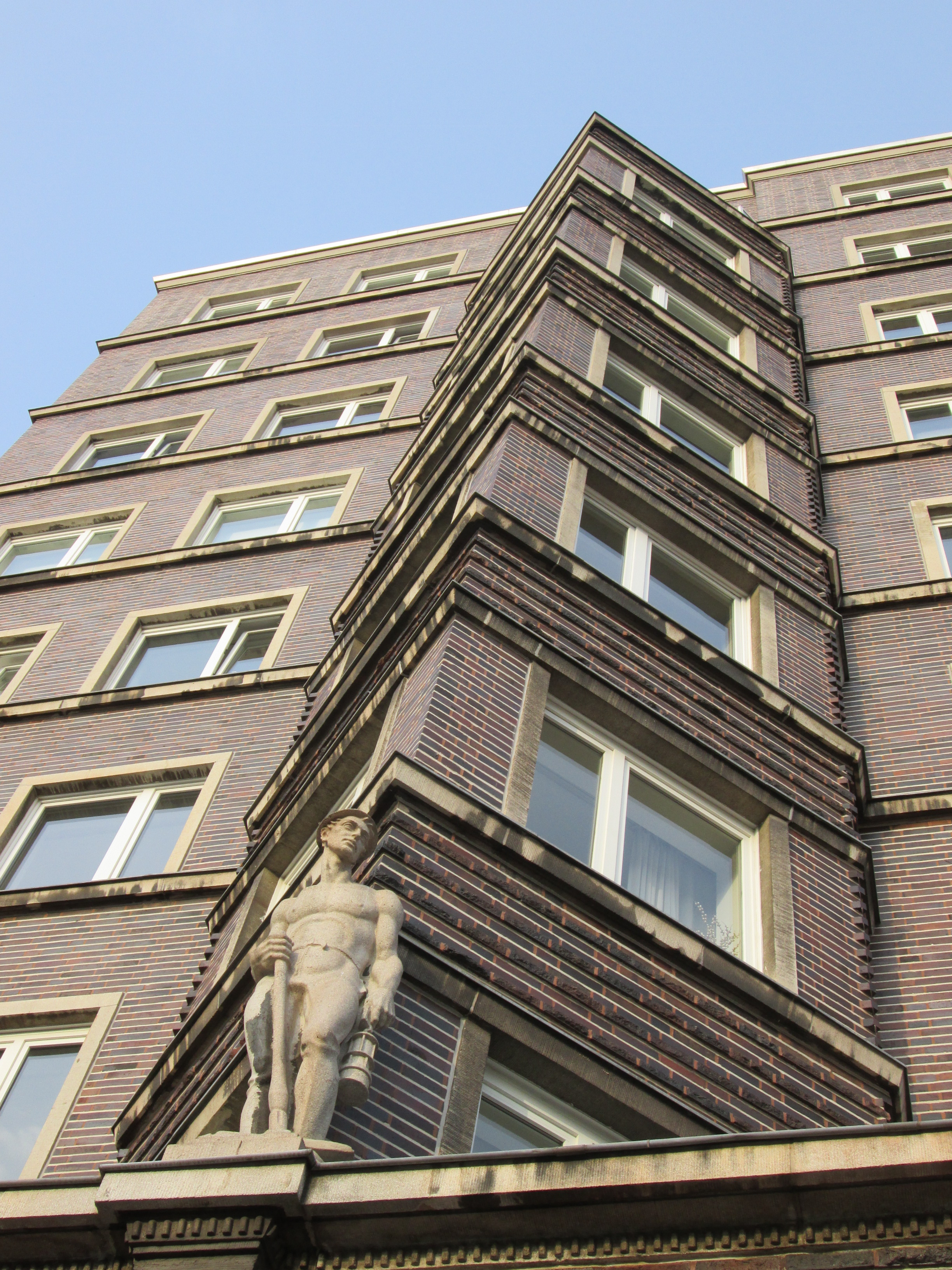
Detail am Hochhaus Glückauf am Geibelplatz

Das Unternehmen wurde von dem Maurer und Architekten Friedrich Mehmel direkt nach dem Ersten Weltkrieg im Jahr 1918 gegründet. Es firmierte zunächst als F. Mehmel, Bauunternehmung für Hoch-, Tief- und Eisenbetonbau bevor es 1928 in eine Aktiengesellschaft umgewandelt wurde, die jedoch über mehrere Generationen als Familienunternehmen geführt wurde.
Mit dem Bau von Wohn- und Geschäftshäusern, darunter das von Hans Poelzig entworfene Verwaltungsgebäude an der Beneckeallee, konnte sich das Unternehmen schon in den ersten Jahren der Weimarer Republik rasch am Baumarkt etablieren. Ab 1925 engagierte sich die Aktiengesellschaft während eines Jahrzehnts vielfältig in dem seinerzeit boomenden Wohnungsbau, vor allem in den hannoverschen Stadtteilen Südstadt und der in Kleefeld errichteten Gartenstadt.

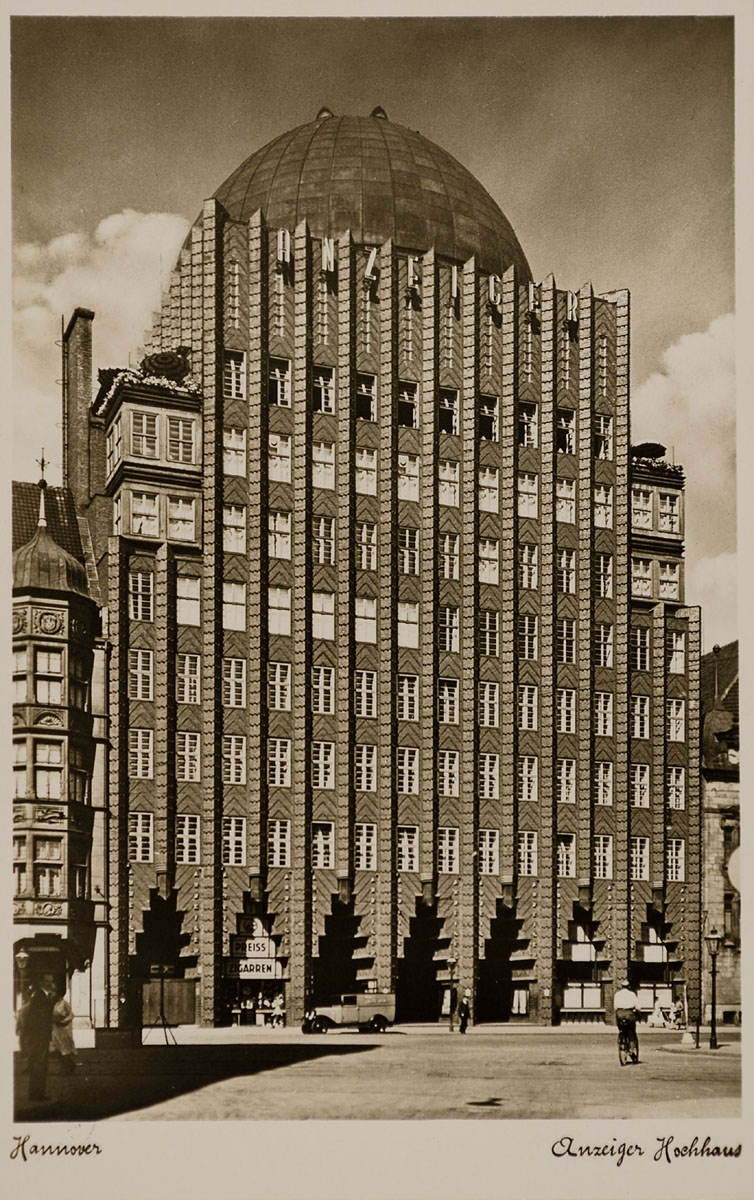
Anzeiger-Hochhaus von Fritz Höger;
Ansichtskarte von Ernst Tremper nach Carl Dransfeld, um 1930

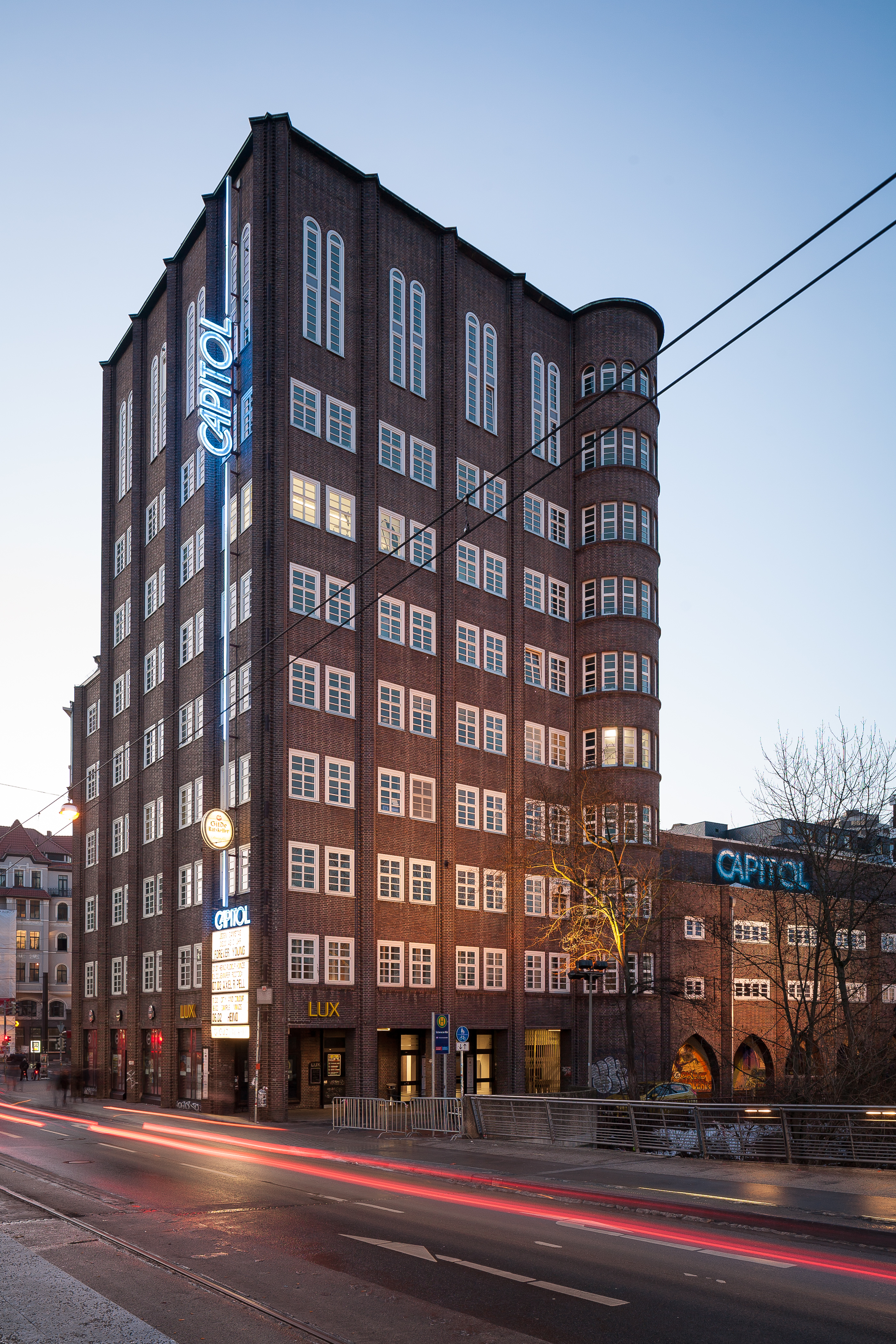
Das Capitol-Hochhaus am Schwarzen Bären

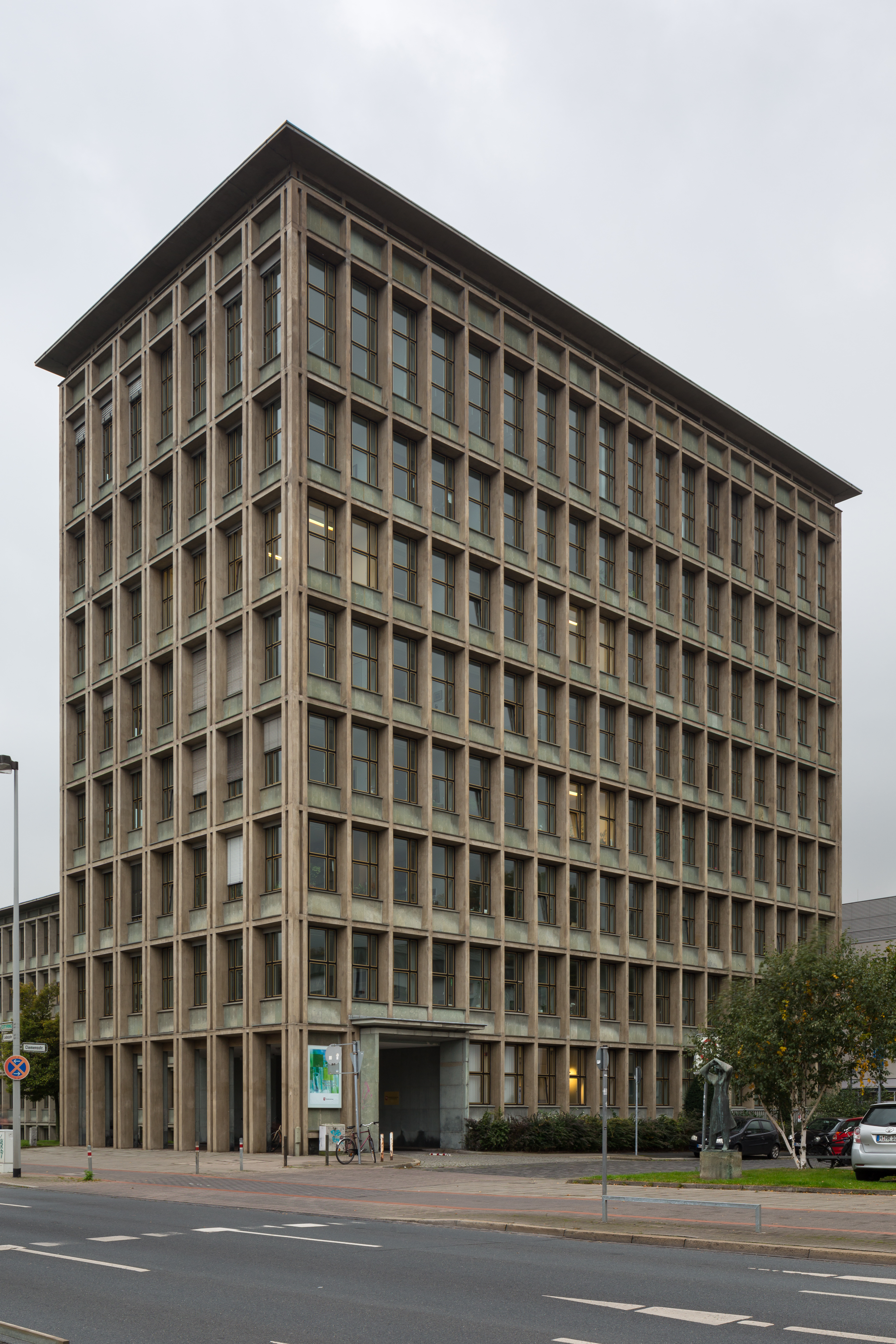
Ehemaliges Preussag-Hochhaus am Leibnizufer, heute Sitz des Niedersächsischen Ministerium fürs Wissenschaft und Kultur

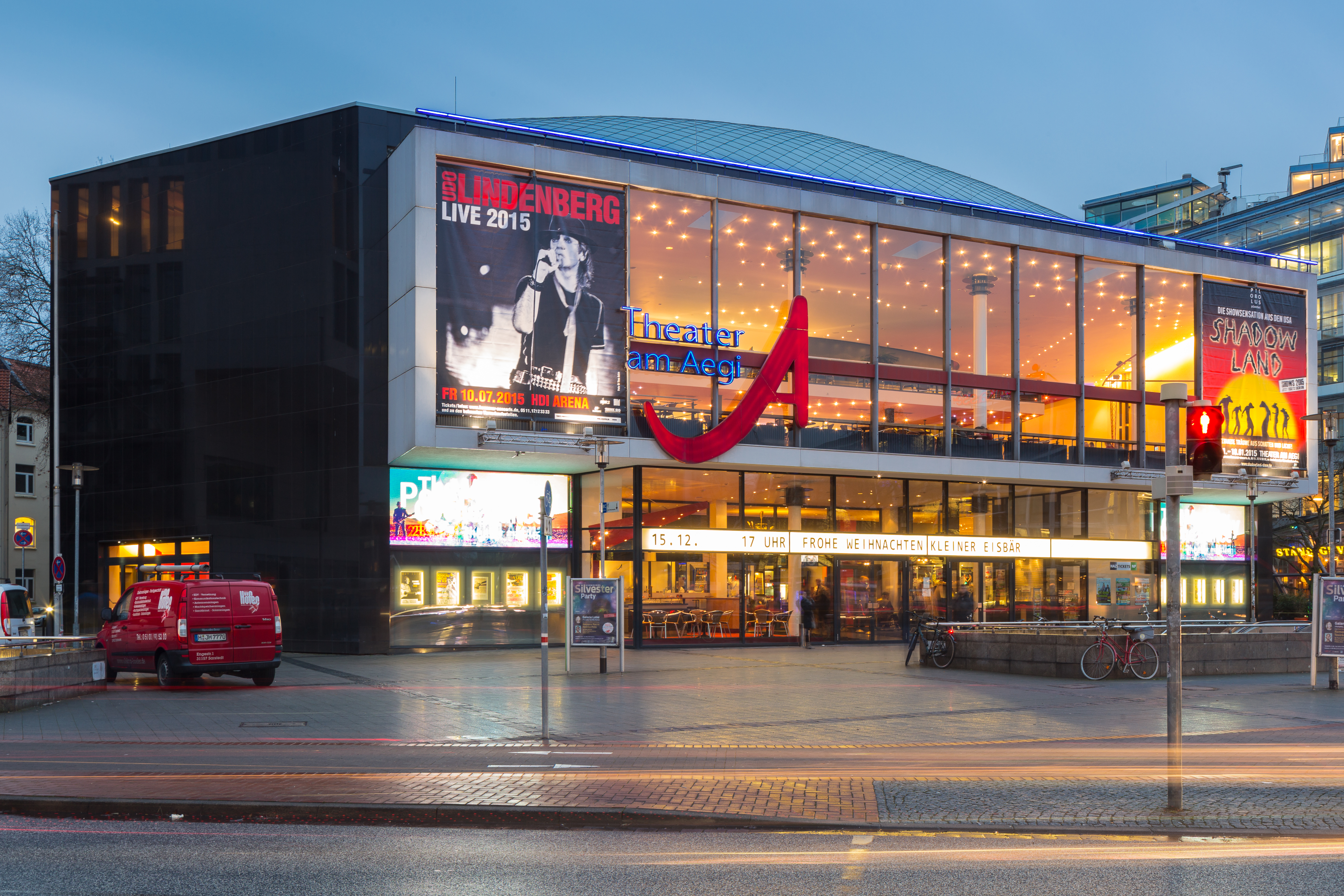
Theater am Aegi

Innerhalb der Rekordzeit von nur einem Jahr errichteten die Arbeiter der Friedrich Mehmel AG das von dem Architekten Fritz Höger entworfene Verlagsgebäude Anzeiger-Hochhaus. Kurz darauf entstanden unter anderem das Wohnhaus Walderseestraße 3 für August Madsack, die Palast-Lichtspiele in der Bahnhofstraße sowie Hochhaus Glückauf am Geibelplatz. Zu den vielfach in Klinkerbauweise durch Mehmeln errichteten Gebäuden zählt auch das Capitol-Hochhaus am Schwarzen Bären.
1928 bis 1931 agierte das Unternehmen zudem mit einer Niederlassung in Hamburg, später – in den Jahren von 1940 bis 1945 – auch in Gotha.
Nach der Machtübernahme durch die Nationalsozialisten erhielt das Unternehmen – obwohl der aktive Firmengründer nie der NSDAP beitrat – gemeinsam mit der Schuppert-Bau und anderen Unternehmen den Auftrag zum Bau des Maschsees und seiner Anlagen. Zudem wurde die Friedrich Mehmel AG zum Bau verschiedener Flughafen-Bauten im niedersächsischen Raum herangezogen sowie zum Bau der Hermann-Göring-Werke in Salzgitter.
Ab Mitte der 1930er Jahre wirkte die Friedrich Mehmel AG in Hannover und anderen Orten beim Bauten für die Rüstungsindustrie mit. So entstanden beispielsweise zu Beginn des Zweiten Weltkrieges Fertigungshallen für die Hanomag sowie die Vereinigten Leichtmetall-Werke.
Im Kriegsjahr 1943 beschäftigte die Friedrich Mehmel AG 1300 Mitarbeiter, davon 300 Reichsdeutsche, 55 Ostarbeiter, 700 zivile Ausländer, 112 Juden und Häftlingen sowie 75 russische und 40 sonstige Kriegsgefangene. Ebenfalls 1943 wurde das Mehmelsche Betriebsgelände durch die Luftangriffe auf Hannover zerstört.
In der Nachkriegszeit erhielt Mehmel den Auftrag, die Kriegsschäden an den Kaimauern des Lindener Hafens zu beheben, so dass das Hafenbecken schon im Dezember 1945 wieder mit Wasser befüllt werden konnte. Darüber hinaus betrieb Mehmel eine Trümmerbahn in der hannoverschen Südstadt. Das Unternehmen errichtete erneut zahlreiche Wohnblocks, beteiligte sich – beispielsweise mit der Firma Gundlach – am Wiederaufbau des hannoverschen Opernhauses, aber auch bei der Errichtung der Siedlung am Mittelfeld und beim Bau des Preussag-Verwaltungsbaus am Leibnizufer.
Zu den durch Mehmel errichteten Nachkriegsbauten zählen unter anderem Immobilien auf dem Messegelände Hannover,  das Theater am Aegi, Wohngebäude für die Wohnungsgenossenschaft Gartenheim oder die Kurklinik Friedrichshöhe in Bad Pyrmont und das dortige in Arbeitsgemeinschaft entstandene Versorgungskrankenhaus. Den „Stempel moderner Architektur“ verliehen das Unternehmen aber auch Gebäuden wie Turnhallen, Schulen und Krankenhäusern, darunter das Cecilienstift mit seinem Schwesternheim, sowie die Bödeker-Krippe, das Niedersachsenstadion, das Verwaltungsgebäude der Salzdetfurth AG und andere Zweckbauten aller Art.
Ende der 1950er Jahre hatte die Friedrich Mehmel AG ihren Sitz in der Wiesenstraße 30 im hannoverschen Stadtteil Südstadt. Im Vorstand der Aktiengesellschaft, die als Familienunternehmen durch insgesamt drei Generationen geführt wurde, saßen seinerzeit der Baumeister Friedrich Mehmel, Frau Emy Memel und „Dr. ing. Hans Gerstmayr, Hannover“, während „Frl. Meta Garbe [und] Dr. jur. Helmut Jetter“ als Prokuristen wirkten.
Nach einer weitgehenden Beendigung des Wiederaufbaus verlagerte die Aktiengesellschaft ihren Geschäftsschwerpunkt auf die Ausführung von Aufträgen der öffentlichen Hand und der Wirtschaft. In den 1980er Jahren wurde die Friedrich Mehmel AG zu einer reinen Holding umgewandelt. Tochtergesellschaften wurden die Verwaltung von Grundbesitz und Beteiligungen sowie die Friedrich Mehmel GmbH, in der das operative Geschäft bis hin zum schlüsselfertigen Bauen zusammengefasst war.
In den 1990er Jahren erbrachte das Unternehmen besondere Leistungen im Brückenbau während des Ausbaus der Bundesautobahn A7 sowie auf der Eisenbahn-Schnellfahrstrecke Hannover–Berlin. Vor allem in den neuen Bundesländern entfaltete die nunmehrige GmbH erhebliche Aktivitäten.
Anfang des 21. Jahrhunderts wurde die Friedrich Mehmel AG letztmals im Adressbuch der Stadt Hannover gelistet. 2007 meldete das Unternehmen schließlich Insolvenz an.

## Weitere mit dem Unternehmen verbundene Persönlichkeiten
- 1949 durchlief Hanns Friedrich Teichmann seine praktische Ausbildung für das Bauwesen bei der Friedrich Mehmel AG.[8]